# Bogdanica (Novčica)
Bogdanica je rječica u Hrvatskoj u Lici, lijevi pritok Novčice. Duga je 8,4 km. Nastaje u blizini Debela Brda I spajanjem planinskih potoka Bužimnice i Rakovca.
Prolazi kroz sljedeća naselja: Debelo Brdo I, Smiljan i Kaniža Gospićka. Protječe također zapadno od Gospića.